# Kompania graniczna KOP „Rachowicze”
Kompania graniczna KOP „Rachowicze” – pododdział graniczny Korpusu Ochrony Pogranicza pełniący służbę ochronną na granicy polsko-radzieckiej.

## Formowanie i zmiany organizacyjne
Na podstawie rozkazu Ministra Spraw Wojskowych nr 1600/tjn./O.de B/25, w drugim etapie organizacji Korpusu Ochrony Pogranicza, w terminie do 1 marca 1925 sformowano 15 batalion graniczny , a w jego składzie 1 kompanię graniczną KOP. W listopadzie 1936 kompania liczyła 2 oficerów, 8 podoficerów, 4 nadterminowych i 82 żołnierzy służby zasadniczej.
W 1937 3 (1)? kompania graniczna KOP „Rachowicze” podlegała dowódcy batalionu KOP „Ludwikowo”. Zgodnie z założeniami planu reorganizacji KOP "R3 II faza" kompania została zlikwidowana.

## Służba graniczna
Podstawową jednostką taktyczną Korpusu Ochrony Pogranicza przeznaczoną do pełnienia służby ochronnej był batalion graniczny. Odcinek batalionu dzielił się na pododcinki kompanii, a te z kolei na pododcinki strażnic, które były „zasadniczymi jednostkami pełniącymi służbę ochronną”, w sile półplutonu. Służba ochronna pełniona była systemem zmiennym, polegającym na stałym patrolowaniu strefy nadgranicznej i tyłowej, wystawianiu posterunków alarmowych, obserwacyjnych i kontrolnych stałych, patrolowaniu i organizowaniu zasadzek w miejscach rozpoznanych jako niebezpieczne, kontrolowaniu dokumentów i zatrzymywaniu osób podejrzanych, a także utrzymywaniu ścisłej łączności między oddziałami i władzami administracyjnymi. Miejscowość, w którym stacjonowała kompania graniczna, posiadała status garnizonu Korpusu Ochrony Pogranicza.
1 kompania graniczna „Rachowicze” w 1934 ochraniała odcinek granicy państwowej szerokości 24 kilometrów 200 metrów. Po stronie sowieckiej granicę ochraniały zastawy „Kopacewicze” i „Chutor Bronowicki” z komendantury „Starobin” .
Kompanie sąsiednie:
- 3 kompania graniczna KOP „Hawrylczyce” ⇔ 2 kompania graniczna KOP „Grabów” – 1928[7], 1929[8], 1931[6] , 1932[9], 1934[10]

## Struktura organizacyjna
Strażnice kompanii w 1928
- strażnica KOP „Zagorje”
- strażnica KOP „Rachowicze”
- strażnica KOP „Wielki Las”[b]
- strażnica KOP „Chutor Jaśkowickie” (Chutor Jaśkowieckie[7])

Strażnice kompanii w 1929
- strażnica KOP „Zagorje”
- strażnica KOP „Chutor Rachowicze”
- strażnica KOP „Wielki Las”
- strażnica KOP „Chutor Jaśkowickie”

Strażnice kompanii w 1931 
- strażnica KOP „Zagorje”[c]
- strażnica KOP „Chutor Rachowicze”[d]
- strażnica KOP „Chutor Jaśkowickie”
- strażnica KOP „Wielki Las”
- strażnica KOP „Jaśkowicze”[e]

Strażnice kompanii w latach 1932 – 1934
- strażnica KOP „Zagorje”
- strażnica KOP „Chutor Rachowicze”
- strażnica KOP „Wielki Las”
- strażnica KOP „Chutor Jaśkowickie”
- strażnica KOP „Jaśkowicze”